# Clóvis III
Clóvis III foi rei da Austrásia de 675 a 676. Talvez filho de Teodorico III ou Clóvis II, os nobres austrasianos que o proclamaram chamaram-no de filho ilegítimo de Clotário III. Eles o colocaram no trono em oposição ao jovem Dagoberto II, o aspirante ao trono de Vulfoaldo, o prefeito do palácio da Austrásia. Nessa época, Ebroíno, que havia sido prefeito do palácio da Nêustria, escapou de sua prisão monástica e se juntou aos partidários de Clóvis. Ele provavelmente esperou para usar o aspirante também em oposição a Teodorico e Pepino de Herstal na Nêustria e Borgonha. Apesar da intenção de Ebroíno, ele nunca sucedeu Teodorico e Pepino, apesar de finalmente ter sido novamente reconhecido no seu posto de prefeito do palácio da Nêustria.
Clóvis morreu logo após a sua aclamação, nada fazendo de suas posses, sendo mais um fantoche de uma facção. Há resquícios da possibilidade de que Clóvis III (nem sempre contado entre os reis dos francos) não tenha sido realmente um merovíngio.

## Pais
♂ Clotário III (652 — 673) ou Teodorico III (652 — 691) ou Clóvis II (c. 635 — 657 ou 658)
♀ ? (? ?)